# Kuala Terengganu Rovers FC
Kuala Terengganu Rovers Football Club, auch als KT Rovers bekannt, ist ein Fußballverein aus Kuala Terengganu, Kedah. Aktuell spielt die Fußballmannschaft in der dritthöchsten Liga des Landes, der Malaysia M3 League. Der Nickname der Mannschaft ist The Ocean. Der Verein wurde 1984 als BTK FC gegründet. 2020 wurde er in Kuala Terengganu Rovers FC umbenannt.

## Erfolge
- TAL Cup: 2018

## Stadion
Seine Heimspiele trägt der Verein im Kuala Berang Stadium aus. Das Stadion hat ein Fassungsvermögen von 1000 Personen.

## Spieler
Stand: August 2020
| Nr. |          | Position | Name                                 |
| --- | -------- | -------- | ------------------------------------ |
| 1   | Malaysia | TW       | Amiruddin Azha Zulkifli              |
| 2   | Malaysia | AB       | Sukri Faiz Abdullah                  |
| 3   | Malaysia | AB       | Nor Fazly Alias (Mannschaftskapitän) |
| 4   | Malaysia | AB       | Muhd Firdaus Yusof                   |
| 5   | Malaysia | MF       | Hasbullah Awang                      |
| 6   | Malaysia | MF       | Amirul Dzulkarnaian                  |
| 7   | Malaysia | MF       | Zarulizwan Mazlan                    |
| 8   | Malaysia | ST       | Asysham Asri                         |
| 9   | Malaysia | MF       | Zuhairi Ismail                       |
| 11  | Malaysia | MF       | Hakimi Nuwawi                        |
| 13  | Malaysia | AB       | Shafiq Haiqal Abdul Kadir            |
| 15  | Malaysia | MF       | Azuhal Aiman                         |
| 16  | Malaysia | AB       | Rizal Che Aziz                       |
| 17  | Malaysia | ST       | Saiful Nizam Abdullah                |

| Nr. |          | Position | Name                     |
| --- | -------- | -------- | ------------------------ |
| 18  | Malaysia | ST       | Hakimi Mazalan           |
| 19  | Malaysia | ST       | Ros Mohd Muharam Wahab   |
| 21  | Malaysia | MF       | Wafiuddin Al Amin Ismadi |
| 22  | Malaysia | ST       | Adli Rahman              |
| 23  | Malaysia | AB       | Hassan Basri Abbas       |
| 24  | Malaysia | AB       | Shafiquddin Ibrahim      |
| 25  | Malaysia | TW       | Syahmi Yunof             |
| 26  | Malaysia | MF       | Wab Adib Farhan          |
| 27  | Malaysia | MF       | Shahimi Khairuddin       |
| 29  | Malaysia | ST       | Haikal Zuki              |
| 31  | Malaysia | MF       | Zul Fahmi Zunaidi        |
| 32  | Senegal  | ST       | Baptiste Faye            |
| 33  | Malaysia | TW       | Redzuan Ghazali          |

## Saisonplatzierung
| Saison | Līga               | Platz | FA Cup             |
| ------ | ------------------ | ----- | ------------------ |
| 2019   | Malaysia M3 League | 7.    | 1. Runde           |
| 2020   | Malaysia M3 League |       | nicht qualifiziert |
| 2021   | Malaysia M3 League |       |                    |

Die Saison 2020 wurde wegen der COVID-19-Pandemie abgebrochen.

## Beste Torschützen
| Saison | Name             | Tore |
| ------ | ---------------- | ---- |
| 2019   | Ros Mohd Muharam | 12   |
| 2020   |                  |      |
| 2021   |                  |      |